# Tenniöjoki
La rivière Tenniöjoki (en finnois : Tenniöjoki) est un cours d'eau  de Laponie finlandaise et du raïon de Kandalakcha en Russie,.

## Description
La rivière a 126 kilomètres de long dont 62 kilomètres en Finlande.
La rivière commence son parcours dans une zone marécageuse des pentes de la montagne Minkeliminturi dans l'oblast de Mourmansk en Russie et elle termine son parcours en Laponie finlandaise.
Elle est un affluent du fleuve Kemijoki et a pour affluent la rivière Kuolajoki.